# Eva Tesařová
Eva Tesařová (26. února 1928 Bystřice nad Pernštejnem – 25. června 2004 Jablonec nad Nisou) byla česká sochařka a keramička oceněná pamětní medailí za přínos a kulturní rozvoj Jablonce nad Nisou.
Její syn Pavel Tesař je známým českým hercem.

## Život
Ve letech druhé světové války 1939–1946 studovala gymnázium v Brně
V roce 1946 byla přijata na školu umění ve Zlíně kde pod uměleckým vedením sochaře Jana Kavana, Miloše Axmana a Stanislava Mikuláštíka vystudovala obor keramika.
V roce 1955 se přestěhovala do Desné v Jizerských horách a začala pracovat v místní porcelánce. Místo umělecké tvorby však musela pracovat v dělnických profesích.
Od začátku šedesátých let žila v Jablonci nad Nisou. V roce 1965 zde obdržela první veřejnou zakázku pro mezinárodní výstavu skla a bižuterie a zároveň začala tvořit užitkovou a dekorační keramiku. Podařilo se jí získat vlastní ateliér a od roku 1968 se mohla věnovat výtvarné práci jako svobodnému povolání. V roce 1970 se konala její první samostatná výstava v prostorách semilského muzea.